# Crista sagittalis

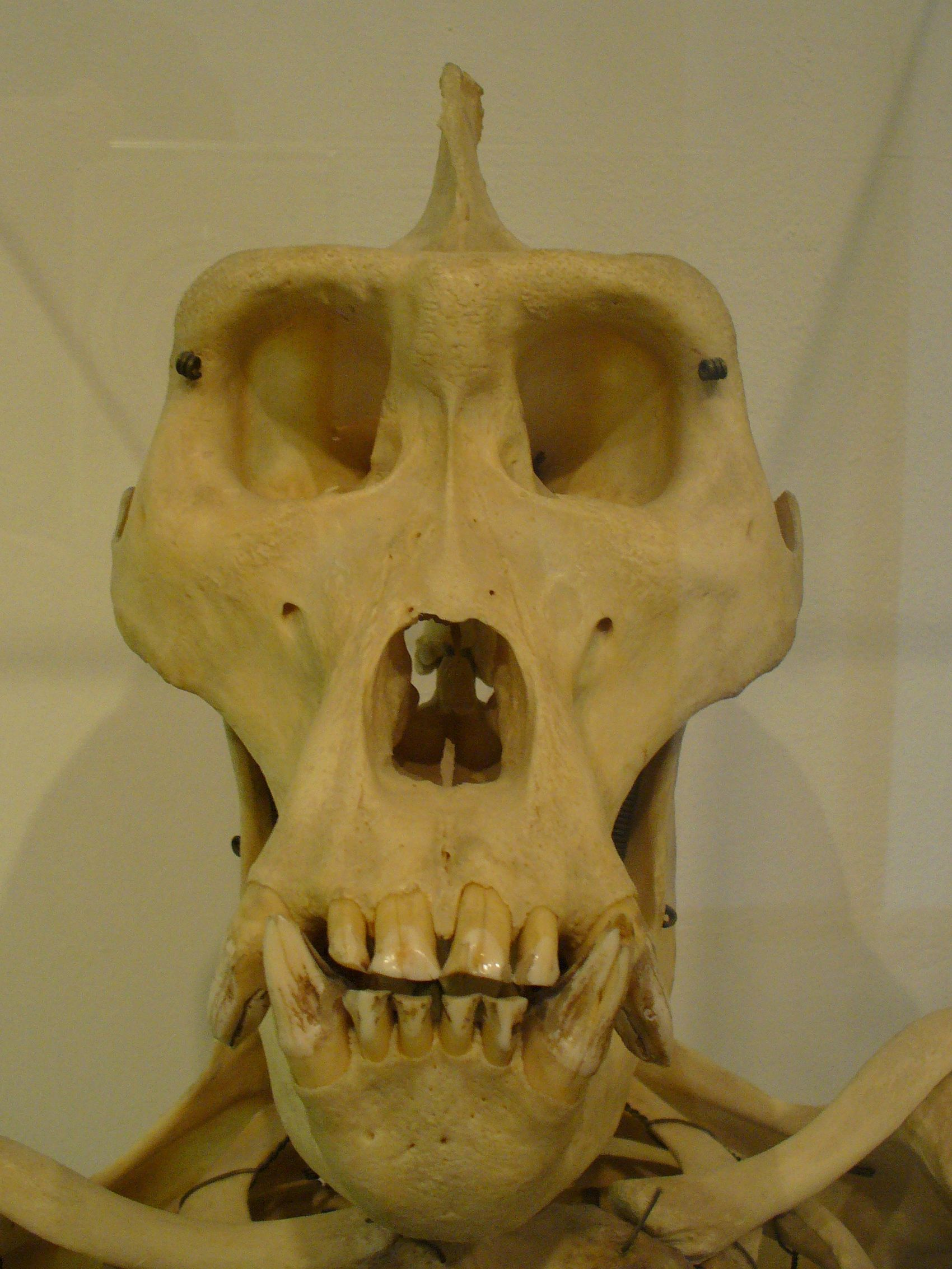
Hjässkam hos gorilla.

Crista sagittalis, hjässkam som sträcker sig över bakre delen hos kraniet hos ett flertal däggdjur. Kammen har framför allt utvecklats hos arter som har haft behov av att kunna bita hårt och krossa. Några exempel är järv, varg och grävling (endast hos hanen).